# Яким Цоков
Яким Иванов Цоков е български революционер, деец на Българската комунистическа партия и Вътрешната македонска революционна организация (обединена).

## Биография
Цоков е роден в 1900 година в разложкото село Белица, което тогава е в Османската империя. Баща му е деец на ВМОРО и участник в Илинденско-Преображенското въстание. Остава рано сирак. В 1919 година влиза в Българския комунистически младежки съюз, а по-късно става член на БКП. В 1921 - 1922 година е войник, влиза в конфликт с офицери и е даден на военен съд, който го осъжда и Цоков лежи в Неврокопския затвор. Освободен е след потушаването на Септемврийското въстание и като секретар на комунистическата партия участва активно във възстановяването на комунистическите структури в региона. В началото на 30-те години на XX век става един от най-близките сътрудници на Симеон Кавракиров, който обикаля Петрички окръг и създава структури на ВМРО (обединена). През август 1932 година на връщане от пазара в Якоруда, е убит в местността Бунара от войводата на ВМРО Бангиев.
В годините на Втората световна война беличката комунистическа партизанска чета носи името на Цоков.